# Rato-marsupial-australiano
O rato-marsupial-australiano é o nome dado a várias espécies do género Antechinus, cujas espécies possuem características e hábitos muito semelhantes. É um animal noturno muito comum nas florestas circundantes das principais cidades australianas. É bom trepador e, provavelmente na procura de insectos para a sua alimentação, sobe a eucaliptos e acácias. O tamanho do seu corpo varia entre os 9,5 cm e os 11 cm. Contudo a sua cauda chega mesmo a atingir os 12 cm.
Toda a população masculina dos ratos-marsupiais-australianos morre antes de os ovos serem liberados dos ovários das fêmeas. As fêmeas podem viver três anos e gerar duas ninhadas, mas os machos vivem menos de um ano e reproduzem apenas uma vez. No início do período de reprodução, o corpo do macho passa por transformações que inevitavelmente irão levá-lo à morte. Seus testículos crescem até atingirem o tamanho equivalente a um quarto do peso de seu corpo, e começam a produzir grande quantidade de esperma e testosterona – hormona sexual masculina. Com toda esta testosterona na corrente sanguínea, o macho chega a percorrer grandes distâncias para encontrar uma fêmea. Então, durante períodos de até 12 horas consecutivas, ele acasala com quantas fêmeas encontrar. Essa actividade pode repetir-se toda noite, durante quinze dias.
Apesar do efeito revigorante nos hábitos sexuais do rato-marsupial, a testosterona tem o efeito colateral de baixar o sistema imunológico do macho, impedindo que seu corpo combata qualquer infecção ou doença. Depois do exaustivo período de acasalamento em pouco tempo, o macho contrai alguma doença. Toda a população masculina morre depois de uns dez dias de acasalamento, em Julho ou Agosto.
Na maioria dos mamíferos, depois dos espermatozóides serem transferidos para a fêmea, estes vivem apenas um ou dois dias, porém, no caso dos ratos marsupiais, a vida dos espermatozóides é mais longa. Os ovos das fêmeas são liberados depois de umas duas semanas do frenético período de acasalamento e são fecundados pelos espermatozóides que estiveram armazenados todo esse tempo no trato reprodutivo da fêmea.

## Espécies
- Antechinus adustus (Thomas, 1923)
- Antechinus agilis Dickman, et al., 1998
- Antechinus argentus (Baker, Mutton & Hines, 2013)
- Antechinus arktos Baker et al., 2014
- Antechinus bellus (Thomas, 1904)
- Antechinus flavipes (Waterhouse, 1837 [1838])
- Antechinus godmani (Thomas, 1923)
- Antechinus leo van Dyck, 1980
- Antechinus mimetes
- Antechinus minimus (É. Geoffroy Saint-Hilaire, 1803)
- Antechinus mysticus Baker, Mutton & Van Dyck, 2012
- Antechinus stuartii Macleay, 1841
- Antechinus subtropicus van Dyck & Crowther, 2000
- Antechinus swainsonii (Waterhouse, 1840)
- Antechinus vandycki